# Else Jaskolla
Else Jaskolla (* 31. August 1881 in Prudnik, Provinz Schlesien; † 30. November 1957 in München) war eine deutsche Textilkünstlerin und Hochschullehrerin. Sie erhielt 1920 als erste Frau in Deutschland eine Professur in den Angewandten Künsten an der damaligen Kunstgewerbeschule München.

## Leben
Hans Poelzig riet Jaskolla davon ab, Malerin zu werden. Daher studierte sie zwischen 1904 und 1906 an der Königlichen Kunst- und Kunstgewerbeschule Breslau bei Wanda Bibrowicz, Max Rolle und Max Wislicenus, um sich auf Textilkunst zu spezialisieren. Bei einem Wettbewerb erhielt sie im Schuljahr 1904/05 ein Preisgeld für eine Porzellandekoration. 1906 eröffnete Jaskolla eine eigene Textil-Werkstatt in ihrer Geburtsstadt, wo sie hauptsächlich Entwürfe für Näh-, Strick-, Klöppel- und Batikarbeiten ausführte. 
Zwischen 1907 und 1919 leitete sie die neu eingerichtete Klasse „Kunstgewerbliches Zeichnen für weibliche Handarbeit und Spitzen“ an der Kunstgewerbeschule Nürnberg, wo erst seit 1907 weibliche Studierende zugelassen waren. 1919 wurde sie als außerordentliche Professorin an die Staatliche Kunstgewerbeschule München berufen, 1920 erhielt sie dort als erste Frau eine Berufungsprofessur. Ab 1923 war sie in München Mitglied der Prüfungskommissionen für Zeichenlehrerinnen und Kunsterzieher an der Technischen Hochschule und an der Akademie für Angewandte Kunst. Im Bayerischen Kunstgewerbeverein war sie in verschiedenen Kommissionen tätig. 1945 wurde Jaskolla wegen Verbindungen zu NS-Organisationen des Dienstes enthoben und 1948 pensioniert. 1954 wurde sie Ehrenmitglied der Akademie der bildenden Künste München.

## Schaffen
Jaskolla entwarf unter anderem figürliche Gobelins, Wand- und Bodenteppiche, liturgische Ausstattungen und Gewänder (z. B. Paramente, Antependien, Kaseln, Mitren), Stickereien, Spitzen, Batik, Stoffdruck, Accessoires wie Fächer sowie Kostüme. Sie fertigte liturgische Ausstattungen für die Heiliggeistkirche in Stuttgart, die Stiftskirche in Feuchtwangen und die Lutherkapelle auf der Veste Coburg. Für die Gustav-Adolf-Gedächtniskirche in Nürnberg gestaltete sie das Antependium (um 1932), für die Münchner St.-Markus-Kirche vier Paramente (um 1936/37), die unter anderem den Garten Eden zeigten. Jaskolla entwickelte für ihre figürlichen und ornamentalen Entwürfe über die Jahre einen eigenen Stil, der Tapisseriekunst und zeitgenössische Malerei wie Jugendstil oder Neue Sachlichkeit mit traditionellen Volkskunstmotiven verband. Neben ihrer Textilkunst schuf sie Aquarelle, Zeichnungen und Grafiken. 
1928 waren Werke von ihr im Rahmen einer Parament-Ausstellung im Kunstgewerbemuseum Dresden zu sehen. 1932 zeigte sie im Jenaer Kunstverein Aquarelle. 1938 stellte sie auf der 1. Deutschen Architektur- und Kunsthandwerksausstellung im Haus der Deutschen Kunst in München aus. Kunsthistorische Forschung zu Jaskolla ist noch nicht vorhanden.